# Sander Jonen
Sander Jonen (Amsterdam, 3 april 1973) is een Nederlands biljarter die op wereldniveau speelt.
Hij begon met biljarten op zijn achtste, met driebanden op zijn zestiende en met artistiek biljart op zijn achttiende. Met artistiek biljart behaalde hij drie nationale titels (één in de eerste klasse en twee in de ere-klasse).
Jonen won brons op het Europees kampioenschap in 2005 in Sivas en werd in 2006 Nederlands kampioen bij de Masters Biljart Artistiek in Amsterdam.

## Palmares

### Nederland
- 2000: 1e in het Nederlands kampioenschap
- 2005: 1e in het Nederlands kampioenschap
- 2005: 1e in het Nederlands kampioenschap
- 2006: 3e in het Nederlands kampioenschap
- 2007: 2e in het Nederlands kampioenschap
- 2008: 2e in het Nederlands kampioenschap
- 2009: 2e in het Nederlands kampioenschap
- 2010: 3e in het Nederlands kampioenschap
- 2011: 1e in het Nederlands kampioenschap
- 2012: 1e in het Nederlands kampioenschap

### Europa
- 2005: 3e in Turkije op het Europees kampioenschap
- 2007: niet uitgezonden door de bond door conflict voor het EK
- 2009: Europees kampioen

### Wereld
- 2006: Wereldkampioen in het biljart artistiek
- Recordhouder biljart artistiek met 385 punten (Nederlandse Grand Prix)
- Recordhouder biljart artistiek met 79,84% (Nederlandse Grand Prix)
- 2008: 8e op het WK te Schelle, België
- 2010: 11e op het WK te Kastamonu, Turkije
- 2011: Wereldkampioen in het biljart artistiek